# 圣若里
圣若里（法語：Saint-Jory，法語發音：[sɛ̃ ʒɔʁi]）是法国上加龙省的一个市镇，属于图卢兹区。

## 地理
圣若里（43°44'32"N, 1°22'11"E）面积19.1 平方千米，位于法国奧克西塔尼大區上加龙省，该省份为法国西南部内陆省份，西南端与西班牙接壤，自此顺时针与上比利牛斯省、热尔省、塔恩-加龙省、塔恩省、奥德省和阿列日省接壤。
与圣若里接壤的市镇（或旧市镇、城区）包括：卡斯泰尔诺-代斯特雷特丰、布吕吉耶尔、加龙河畔加尼亚克、格勒纳德、莱斯皮纳斯、梅维尔、圣索沃尔。

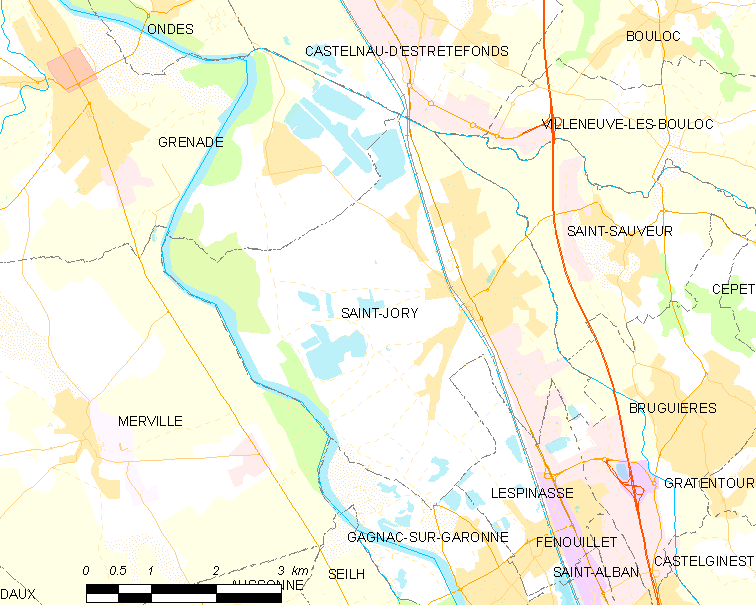
圣若里的OSM定位图

圣若里的时区为UTC+01:00、UTC+02:00（夏令时）。

## 行政
圣若里的邮政编码为31790，INSEE市镇编码为31490。

## 政治
圣若里所属的省级选区为卡斯泰尔日内斯特县。

## 人口

1962-2008年间圣若里人口变化图示

圣若里于2022年1月1日时的人口数量为7996人。